# (10261) Nikdollezhalʹ
(10261) Nikdollezhalʹ (1974 QF1) – planetoida z pasa głównego asteroid okrążająca Słońce w ciągu 3,75 lat w średniej odległości 2,41 j.a. Odkryta 22 sierpnia 1974 roku.